# Rhynchospora waspamensis
Rhynchospora waspamensis là loài thực vật có hoa trong họ Cói. Loài này được Kral & W.W.Thomas miêu tả khoa học đầu tiên năm 1988.